# Кіррвайлер
Кіррвайлер (нім. Kirrweiler) — громада в Німеччині, розташована в землі Рейнланд-Пфальц. Входить до складу району Південний Вайнштрассе. Складова частина об'єднання громад Майкаммер.
Площа — 14,84 км2. Населення становить 2012 ос. (станом на 31 грудня 2020).